# Léon Jouhaux

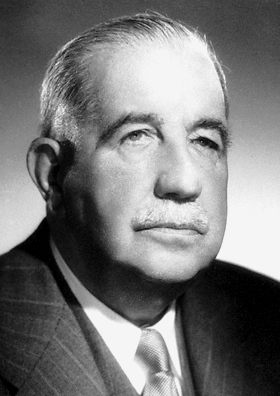
Léon Jouhaux

Léon Jouhaux (* 1. Juli 1879 in Paris; † 29. April 1954 ebenda) war ein französischer Gewerkschafter. Er wurde im Jahre 1943 von den Nationalsozialisten festgenommen und später in das KZ Buchenwald deportiert. 1951 erhielt er den Friedensnobelpreis für seine herausragende Rolle innerhalb der gewerkschaftlichen Friedensbewegung und seinen jahrelangen Kampf für die Rechte der Arbeiterschaft.

## Leben und Werk
Léon Jouhaux wurde 1879 als Sohn eines Fabrikarbeiters geboren. Er konnte seine Schulausbildung nicht beenden, da er der Familie bei der Arbeit helfen und durch Nebenjobs die finanzielle Lage verbessern musste. Auch ein späterer Besuch einer höheren Schule wurde ihm verwehrt, nachdem er es für einige Monate versucht hatte. Stattdessen arbeitete er in einer Pariser Fabrik für Zündhölzer, an der er bereits mit 16 Jahren in die Gewerkschaft eintrat und aktiv mitarbeitete. Er organisierte in dem Jahr einen Streik für bessere Arbeitsbedingungen, verlor wegen seiner Aktivität allerdings den Arbeitsplatz.

### Karriere in der französischen Gewerkschaft
In den Folgejahren arbeitete er sich in der Gewerkschaft hoch und wurde 1909 Generalsekretär des zentralen Gewerkschaftsbundes Confédération générale du travail (CGT). In dieser Position versuchte er die politische und soziale Richtung der unterschiedlichen Gewerkschaftsorganisationen zu bündeln und organisierte Streikkampagnen gegen die Wehrpflicht, gleichzeitig trat er für die parteipolitische Unabhängigkeit der CGT ein. Im Ersten Weltkrieg führte er die CGT in die nationale Einheitsfront der Union sacrée. Er bemühte sich, Tarifstreitigkeiten durch eine enge Zusammenarbeit mit Vertretern der Politik einzudämmen und kooperierte mit den zuständigen Ministerien.

### Internationale Gewerkschaftsarbeit
Im Jahr 1919 wirkte Léon Jouhaux als technischer Experte und Redner für die Internationale Arbeitergesetzgebung auf der Friedenskonferenz in Paris. Auf dieser Konferenz wurde er zu einem der Gründer der Internationalen Arbeitsorganisation (IAO) und wurde als Vizepräsident des Internationalen Gewerkschaftsbundes eingesetzt. Er wurde außerdem Mitglied des Verwaltungsrates der IAO und blieb dies bis zu seinem Tod.
Bei seiner Arbeit für die IAO sowie bei den Konferenzen des Völkerbundes, an denen er als Delegierter der französischen Regierung 1924 und 1938 teilnahm, sprach er sich vehement für die Abrüstung aus. Er forderte, dass es nationale und internationale staatliche Kontrollmechanismen für die Rüstungsproduktion geben müssen, wobei er die internationale Rolle dem Völkerbund zusprach.
In den späten 1930er Jahren war Léon Jouhaux gemeinsam mit der CGT ein starker Gegner der politischen Entwicklung Frankreichs. 1938 bereiste er die USA und versuchte, dem US-Präsidenten Franklin D. Roosevelt von den nationalistischen Entwicklungen Europas zu berichten und zu einem Eingreifen zu bringen, dieser Plan schlug jedoch fehl. Im Sommer 1940 wurde Frankreich von den deutschen Truppen überfallen und die CGT aufgelöst, Jouhaux wurde mehrfach inhaftiert und schließlich am 1. März 1943 in das KZ Buchenwald deportiert. 
Am 1. Mai 1943 wurde Jouhaux ins Schloss Itter in Tirol verlegt (offiziell eine Zweigstelle des KZ Dachau; die Unterbringung wurde als angenehm beschrieben). Er erhielt die Erlaubnis, dass seine Sekretärin (und spätere Partnerin) Augusta Bruchlen zu ihm kommen durfte; sie traf am 18. Juni ein.
Am 5. Mai 1945 wurden die Insassen des Schlosses Itter bei der Schlacht um Schloss Itter von einigen Soldaten der Wehrmacht (unter Major Josef Gangl) und amerikanischen Armee (103. US-Infanteriedivision, Kommandant: General McAuliffe) befreit. Angesichts der geringen Zahl an US-Soldaten versuchten Soldaten der Waffen-SS, die bis dahin das Schloss bewacht hatten, es zurückzuerobern; dies misslang. 
Nach dem Krieg wurde Jouhaux Vertreter Frankreichs bei den Vereinten Nationen und Präsident der Abteilung Arbeit bei der IAO. Ab 1947 war er außerdem Vorsitzender des französischen Wirtschaftsrats. 1948 gründete er eine neue französische Gewerkschaft mit dem Namen Confédération générale du travail-Force ouvrière, da er die Unterwanderung der unabhängigen sozialistischen Gewerkschaften durch moskautreue kommunistische bzw. stalinistische Agenten fürchtete und versuchte, die weltweite Gewerkschaftsbewegung vor der Spaltung im Zuge des Kalten Krieges zu bewahren. 
Er starb im April 1954 an einem Herzleiden, das ihm bereits zu Kriegszeiten sehr zugesetzt hatte und fand seine letzte Ruhestätte auf dem Friedhof Père-Lachaise (Division 88).